# Cayetano Saporiti
Cayetano Saporiti   (Montevideo, 17 de febrer de 1887 - Montevideo, 1954) fou un futbolista uruguaià de la dècada de 1910.
Fou 51 cops internacional amb la selecció de l'Uruguai amb la que participà a diversos campionats sud-americans. Pel que fa a clubs, defensà els colors de Montevideo Wanderers durant tota la seva carrera.